# Lawrence County, Pennsylvania
Lawrence County är ett administrativt område i delstaten Pennsylvania i USA, med 91 108 invånare.  Den administrativa huvudorten (county seat) är New Castle.

## Politik
Lawrence County har under senare år tenderat att rösta på republikanerna i politiska val. Under 1900-talets andra hälft röstade countyt oftast på demokraterna.
Republikanernas kandidat har vunnit rösterna i countyt i fyra av fem presidentval (2004, 2008, 2012, 2016) under 2000-talet. I valet 2016 vann republikanernas kandidat Donald Trump med 61,9 procent av rösterna mot 34,1 för demokraternas kandidat (ca 27 procents marginal), vilket är den största segermarginalen i countyt för en kandidat sedan valet 1964 och största för en republikansk kandidat sedan valet 1928.

## Geografi
Enligt United States Census Bureau har countyt en total area på 940 km². 934 km² av den arean är land och 6 km² är vatten.

### Angränsande countyn
- Mercer County - nord
- Butler County - öst
- Beaver County - syd
- Columbiana County, Ohio - sydväst
- Mahoning County, Ohio - väst